# 6026 Xenophanes
6026 Xenophanes eller 1993 BA8 är en asteroid i huvudbältet som upptäcktes den 23 januari 1993 av den belgiske astronomen Eric W. Elst vid La Silla-observatoriet. Den är uppkallad efter den grekiske filosofen Xenofanes.
Asteroiden har en diameter på ungefär 11 kilometer.